# عاكس الدفع

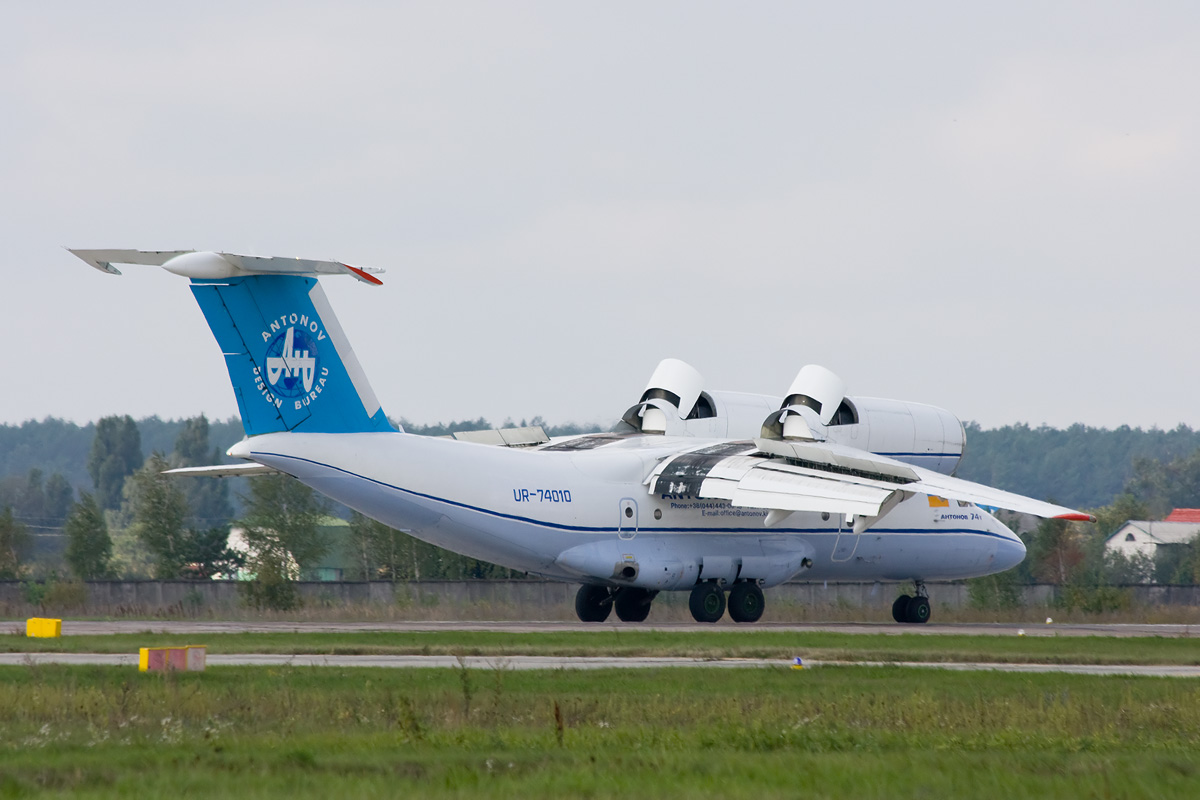
الطائرة أنتونوف أن-72 تستخدم عاكس الدفع.

عاكس الدفع أو الدفع العاكس (بالإنجليزية: thrust reverser)‏ هي عملية تحويل مؤقتة لعادم محرك الطائرة أو تغيير ميلان المراوح الخارجية بحيث تعكس اتجاه دفع الهواء فيصبح للأمام بدلا من الاتجاه للخلف، هذه العملية تستخدم بالطائرات النفاثة لتخفيف من سرعة الطائرة عند الهبوط أو ما يسمى لمس الأرض، فتخفف الضغط على الكابح وتقصر بمدى هبوط الطائرة. وتستخدم أيضا بالطائرات المروحية وذلك بإمالة دسر المراوح الخارجية لزاوية معاكسة.